# Arrow Rock Festival

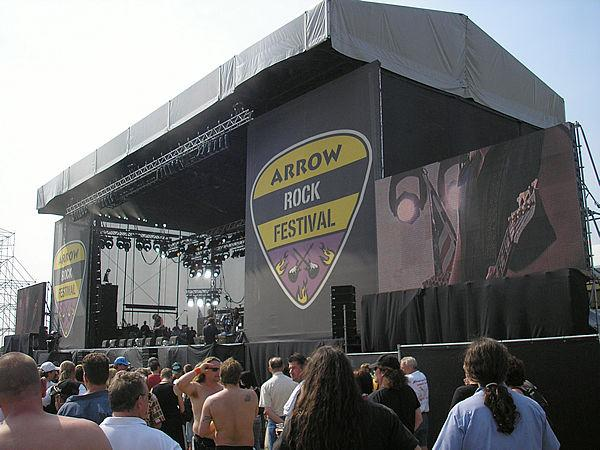
Arrow Rock Festival-podium in 2006

Het Arrow Rock Festival was een muziekfestival in Nederland dat van 2003 tot en met 2006 jaarlijks in juni in Lichtenvoorde (provincie Gelderland) werd georganiseerd. In 2007 verhuisde het festival naar het meer centraal gelegen Walibi World bij Biddinghuizen, voor de laatste editie in 2008 werd gekozen voor het Goffertpark in Nijmegen.
Het festival profileerde zich met classic rock, en bracht naast grote namen uit de jaren 70 en 80 ook jongere rockbands en -artiesten. Het werd georganiseerd vanuit de radiozender Arrow Classic Rock.

## 2003
Op 27 juni 2003 vond het festival voor het eerst plaats. Het motorcrosscircuit De Schans in Lichtenvoorde werd omgebouwd tot festivalterrein met camping. Organisator Joost Carlier had al ervaring met dat terrein, er werd al eerder een fanclubdag van Normaal gehouden, en het Oerkrachtfestival. De capaciteit van het terrein moest uiteindelijk worden vergroot, in de voorverkoop werden meer dan 25.000 kaarten verkocht.
Het eerste festival bood het volgende programma, op twee podia :
1. Deep Purple
2. Lynyrd Skynyrd
3. Status Quo
4. Uriah Heep
5. L.A. Doors
6. Wishbone Ash
7. Manfred Mann's Earth Band
8. Budgie
9. Y&T
10. Thin Lizzy.
11. Superfloor

## 2004
In 2004 werd een vervolg geboden. David Bowies act werd evenwel verplaatst naar de Amsterdam Arena, evenals Anouk en White Lion, Herbert Grönemeyer en Porcupine Tree moesten verstek laten gaan, maar deze konden worden vervangen door Saga en Fish. Y&T is tot nu toe de enige band die twee keer achter elkaar op het festival aantrad.
1. Alice Cooper
2. Paul Rodgers
3. Blaze of Glory
4. Blue Öyster Cult
5. Brothers in Arms (band)
6. Caravan
7. Eric Burdon & The Animals
8. Fish
9. G3 feat. Joe Satriani, Steve Vai & Robert Fripp
10. Golden Earring
11. Heart
12. Iron Butterfly
13. Judas Priest
14. Montrose
15. Motörhead
16. Plaeto
17. Queensrÿche
18. Saga
19. Scorpions
20. Symphony X
21. Ten Years After
22. The Godz
23. The Quill
24. UFO
25. Y&T
26. Yes

## 2005
Het festival bood op 11 juni 2005 een wat compacter programma, met
1. Little River Band
2. Styx
3. Kansas
4. Crosby, Stills & Nash
5. Meat Loaf
6. Thunder
7. Glenn Hughes
8. Survivor
9. Lou Gramm
10. Dream Theater

## 2006

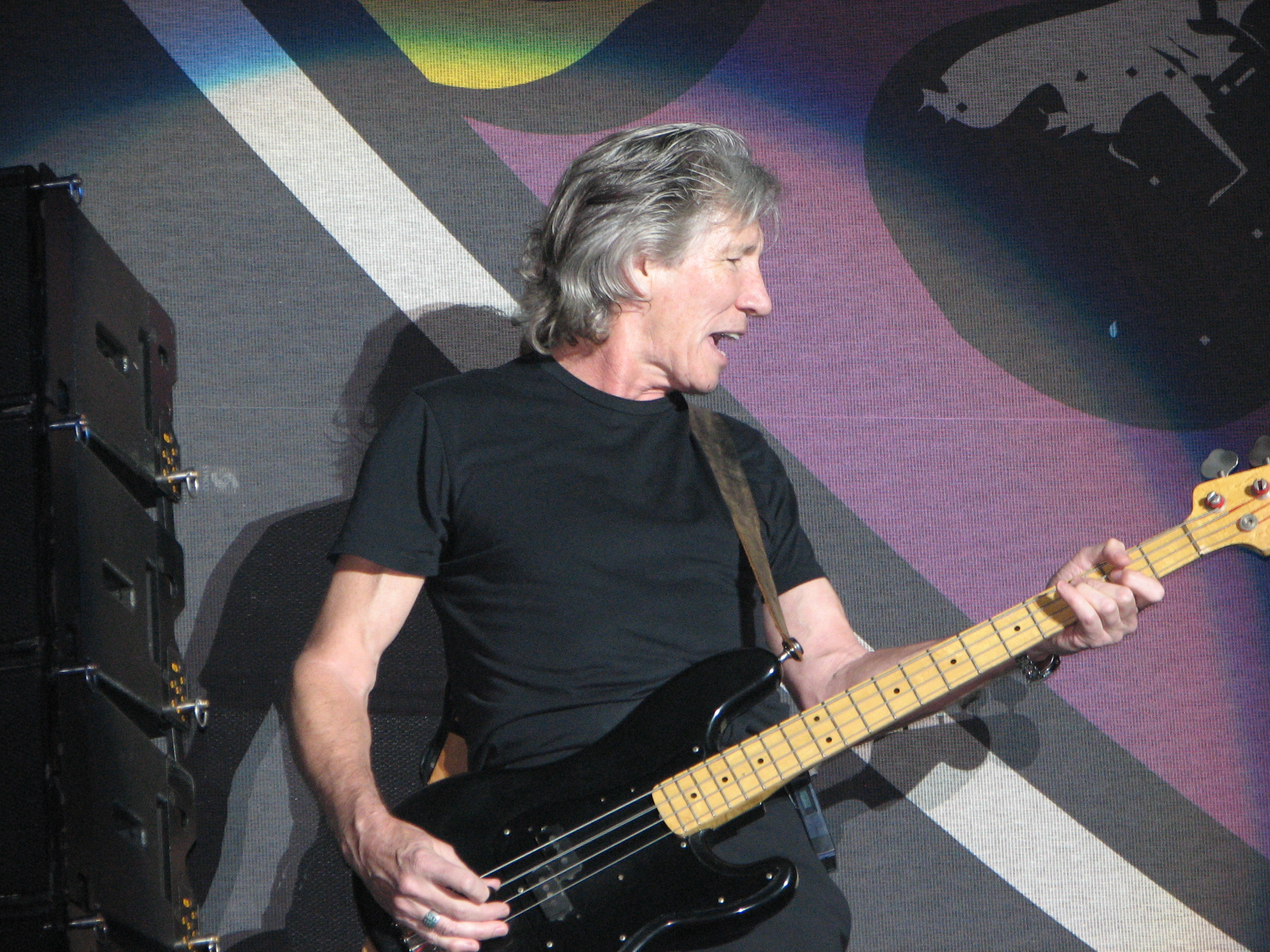
Roger Waters tijdens Arrow Rock festival 2006

De vierde editie van Arrow Rock vond plaats van 8 t/m 10 juni 2006 en voor het laatst in de Achterhoek. Er kwamen circa 50.000 bezoekers. Roger Waters sloot het festival af met een optreden van 3 uur. Onderdeel van zijn act was een integrale uitvoering van Pink Floyds The Dark Side of the Moon.
1. SQY Rockin' Team
2. Clearwater
3. Wishbone Ash
4. Bintangs
5. John Waite
6. Uriah Heep
7. George Thorogood & The Destroyers
8. Journey
9. Blackfoot
10. Ted Nugent
11. Whitesnake
12. Status Quo
13. Deep Purple
14. Riverside
15. Pavlov's Dog
16. DIO
17. Queensrÿche
18. Porcupine Tree
19. Ray Davies
20. Def Leppard
21. Roger Waters

## 2007
In 2007 verhuisde het Arrow Rock Festival van Lichtenvoorde naar het terrein van Walibi World bij Biddinghuizen. Het festival vond plaats op 30 juni en in tegenstelling tot vorige jaren was er geen programma op de avond voor het festival. Met de uitbreiding van twee naar drie podia stonden voor het eerst bands tegelijkertijd geprogrammeerd. Het festival werd wat overschaduwd door de enorme files. Velen stonden uren in de file en hebben delen van het festival gemist. ZZ Top stond gepland, maar moest afzeggen vanwege ziekte van de bassist. Jethro Tull werd meerdere malen door Mojo bevestigd, maar dit bleek niet correct te zijn. De line-up bestond uit 12 bands:
- Aerosmith
- Europe
- INXS
- The Outlaws
- Scorpions
- Thin Lizzy
- Toto
- Steve Vai
- The Australian Pink Floyd Show
- Roger Hodgson
- Tesla
- Riders on the Storm

## 2008
Dit jaar werd het festival op 15 juni in het Goffertpark in Nijmegen gehouden. Er traden negen bands op, verdeeld over twee openluchtpodia, voor zo'n 35.000 bezoekers. 3 Doors Down zou ook optreden, maar kwam niet vanwege uitstel van de Europese tournee.
Line-up:
- Def Leppard
- Kiss
- Whitesnake
- Journey
- Twisted Sister
- Kansas
- REO Speedwagon
- Gotthard
- Motörhead

## 2009 en verder
In 2009 stond het festival gepland op 14 juni, ook weer in het Goffertpark. Omdat er geen grote bands vastgelegd konden worden, werd het festival afgelast. Ook in de jaren daarna werd er geen festival georganiseerd.